# Lee Montague
Lee Montague (Londres, 16 de outubro de 1927 – 30 de março de 2025) foi um ator inglês. Ele iniciou sua carreira no teatro, em 1950, na comédia Noite de Reis de William Shakespeare. No cinema, fez sua estréia no filme biográfico Moulin Rouge (1952) de John Huston.